# Iglesia de Santa María (Noreña)

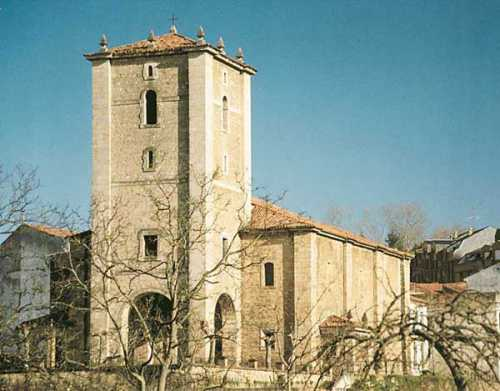
Iglesia de Santa María de Noreña.

La iglesia de Santa María sita en la localidad de Noreña, en el concejo de homónimo, (Asturias, España) fue construida en el siglo XVI.

## Historia
La iglesia parroquial fue edificada en "... el mismo lugar que, en la época medieval, sirvió de asiento a otro (templo) de estilo románico." y consta que en ella fue enterrado el Obispo de Oviedo y Conde de Noreña D. Diego Ramírez de Guzmán en 1441.
La iglesia actual, como es costumbre en este tipo de arquitectura, se inició construyendo la capilla Mayor (ábside y nave central), siendo obispo y conde Gonzalo de Solórzano (1570-1580), de lo que se encargó el maestro Toribio González. Cuando falleció este obispo fue enterrado en ella; cosa que no aceptó el párroco de San Miguel de Lada, Langreo, por lo que hurtó el cadáver con la ayuda de sus feligreses, causando gran ruido y escándalo en la Diócesis. Finalmente, los restos del obispo descansan en la capilla Mayor de la catedral de Oviedo.
En 1640, siendo obispo y conde Antonio de Valdés Herrera (1636-1642), se encargó al maestro montañés Fernando Huerta que añadiese las naves laterales que faltaban por construir a la iglesia, pero su intervención no fue muy afortunada, al derrumbarse los muros del cuerpo central, quedando en pie, únicamente, la capilla mayor y la sacristía. F. Huerta dio en quiebra en 1644. La iglesia se terminó de construir en el centenario siguiente gracias a la consabida aportación económica de los vecinos de la villa condal, con el mismo Obispo; por lo que su escudo figura en lo alto de la nave lateral del evangelio.
El 27 de marzo de 1641 fue contratado el altar de la iglesia parroquial de Nuestra Señora del Condado de Noreña: "Rompimiento por terceras partes entre Luis de la Vega, Francisco González y Pedro García, Escultores"; según figura en documento firmado por el escribano Pedro de Trasaguas.
En 1702 se construyó el antiguo pórtico quedando prácticamente finalizadas las obras. En 1891, se construyó una amplia sacristía y un coro muy capaz, todo en armonía con el resto del templo.
La iglesia:

(...) Contiene variantes arquitectónicas impuestas por el nuevo estilo aceptando modelos góticos foráneos. La utilización de complicadas bóvedas de crucería situadas a la misma altura sobre las tres naves y el presbiterio propio  de "iglesias  de salón", difundidas en el Levante español en la Europa Central durante las centurias anteriores, siguiendo esquemas góticos "cultos" que por razones de su tardía cronología se van a mezclar con elementos renacentistas en la ornamentación.

Así, encarna, dentro de la arquitectura de la zona central de Asturias, un aspecto tipológico de indudable interés. Únicamente en Noreña, y por influjo directo de la mitra ovetense, vemos plasmarse algunos aspectos formales y decorativos de mentalidad clasicista (arcadas que sostienen las bóvedas y cenefas en forma de friso con motivos renacentistas muy simples).
Datos históricos del concejo de Noreña " Mª S. Álvarez Fernández

Tras la Guerra Civil precisó ser restaurada ya que, según cuenta Enrique Rodríguez Bustelo: había sufrido graves desperfectos al formar una gran hoguera en su interior, donde las llamas ocasionaron la destrucción de sus retablos barrocos con las imágenes y el archivo parroquial el 25 de agosto de 1936. La estructura abovedada de la iglesia evitó su destrucción total, resultando con partes muy calcinadas y totalmente destruida la Sacristía y casa Rectoral. Pese a que en los años 1934-1935 fue denunciado el estado ruinoso de la torre, el incendio destruyó el entramado de vigas del interior de la torre por lo que, desgraciadamente, el 4 de febrero de 1939, se derrumbó totalmente; arrastrando con ella la fachada principal de la iglesia. En este estado, la iglesia fue ocupada por gitanos con sus carros y caballos, y en ella cocinaban y hacían su vida. La restauración urgente de los defectos de cimentación de la iglesia y los ocasionados en la fachada por el derrumbe de la torre, fueron realizados gracias a Justo Rodríguez Fernández, lo que evitó la pérdida de este edificio singular. La torre de la iglesia no se reconstruyó hasta diez años después, época en la que se hicieron diversas obras siendo párroco Alfredo Barral.
Al poder regresar el párroco por haber finalizado la Guerra Civil, las misas y funciones religiosas hubieron de celebrarse en el Palacio-Residencia del Dr. Dionisio Cuesta Olay, situado frente a la iglesia, durante el corto tiempo que se precisó para rehabilitar la Capilla del Colegio de Religiosas de la Sagrada Familia. Estas habían sido desalojadas de dicho colegio y tuvieron que residir en este palacio.

" Al entrar, se nota enseguida que la disposición general del recinto sagrado es la típica del gótico español en el último período, ya que es de planta rectangular en forma de salón con tres naves a la misma altura, de tres tramos cada una, con lo cual no son necesarios los arbotantes, pues quedan contrarrestados con los recios contrafuertes exteriores.

Yendo así en alto - afirma Rodrigo Gil de Ontañón, el famoso arquitecto de la catedral de Segovia - el edificio es más fuerte, sube más, porque no ha menester que desde la colateral se le dé fuerza a la mayor. "
Esteban García Chico, escritor

Tienen gran relevancia en esta Iglesia parroquial de Santa María de Noreña sus retablos e imágenes (ss. XVI, XVII y XVIII), rescatados afortunadamente, en 1948, del estado lamentable en que se encontraban en la iglesia de San Pedro de Torrelobatón (Valladolid), motivo de su puesta en venta por el Obispado y donación de las hermanas Rodríguez F-Bustelo.
Es de destacar el Altar Mayorde Juan de Juni (1564), (Jesús Urrea: B.MNE-8,2004) 

" Consta  de banco, dos cuerpos y ático. Es un retablo pensado par exhibir pintura, pues lleva seis grandes lienzos. En el banco se dispone de forma apaisada el lavatorio de los pies por Cristo y la Sagrada Cena. En el primer cuerpo figuran la vocación de San Pedro y las lágrimas del apóstol tras la negación de Cristo. En el segundo cuerpo van la liberación de San Pedro por un ángel y su crucifixión. Han sido eliminados de la arquitectura las hornacinas para alojamiento de las esculturas, de suerte que se sitúan en el frente de las pilastras que separan los lienzos, tapando una parte de estos. En el cuerpo primero se hallan los evangelistas; en el segundo los Doctores Máximos. Una hornacina central, que abarca los dos cuerpos, aloja el santo titular. A los lados se sitúa un adorno de frutas, en forma de subiente, que tiene arranque en dos niños situados en el ático. En éste destaca una gran portada, en que tienen amplio acomodo las esculturas de Cristo crucificado, la Virgen y San Juan. "
 J. J. Martín González, escritor, 1986

 Según Jesús Urrea, la gran portada es una de las reformas realizadas por Adrián Álvarez, al igual que la imagen de San Pedro que preside, en lugar de Nuestra Señora.
La iglesia parroquial de Noreña tiene otros tres retablos que son espléndidas muestras del barroco italiano, que también proceden de Torrelobatón y un Cristo de la Salud (s. XVII), que procede de la iglesia de San Juan Bautista, de Tamariz de Campos (Valladolid).

## Culto
La iglesia de Santa María es un templo religioso de culto católico bajo la advocación de la Virgen María.
- Otras veneraciones: